# Krieg von Canudos

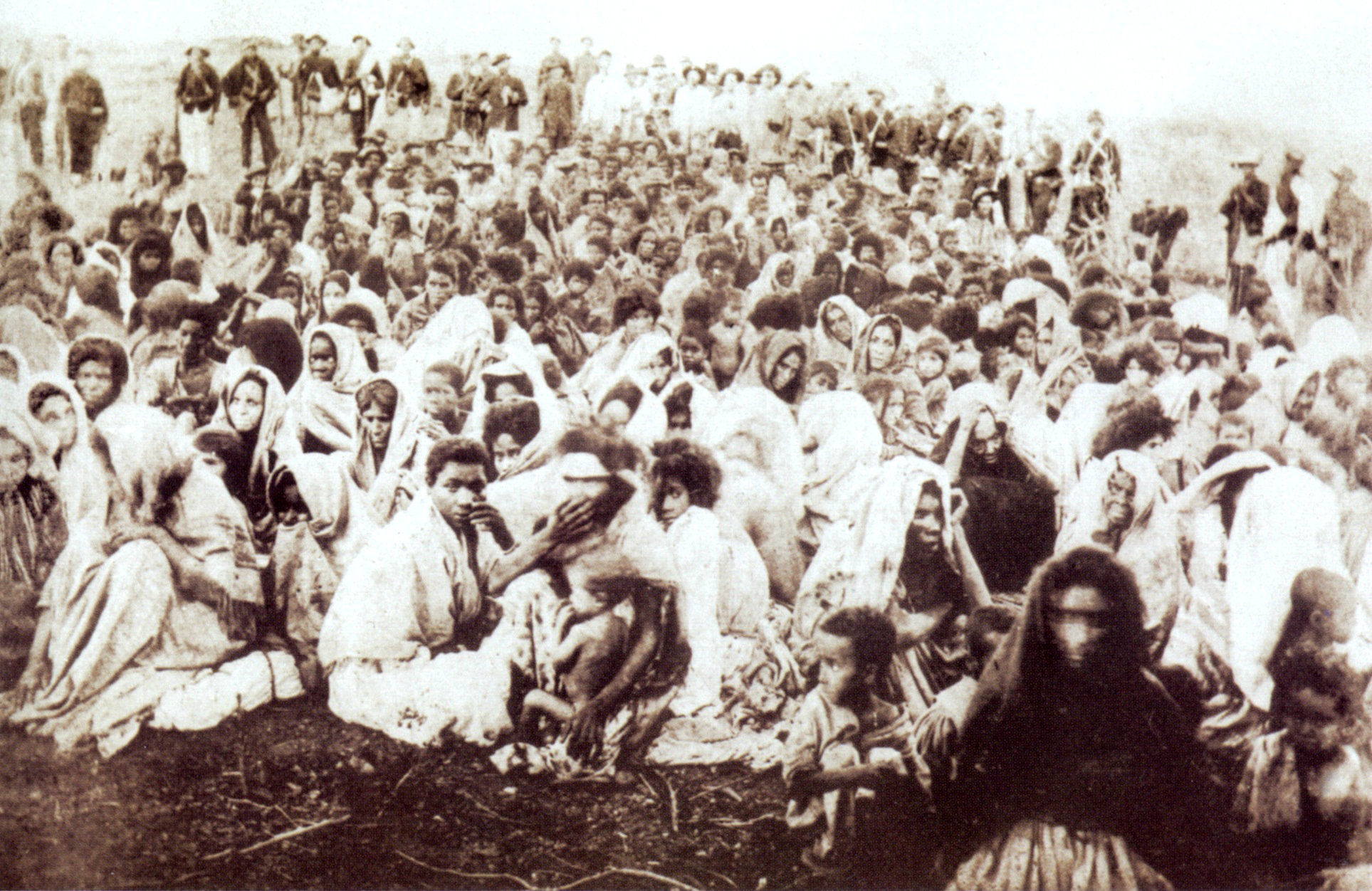
Gefangen genommene Bewohner von Canudos

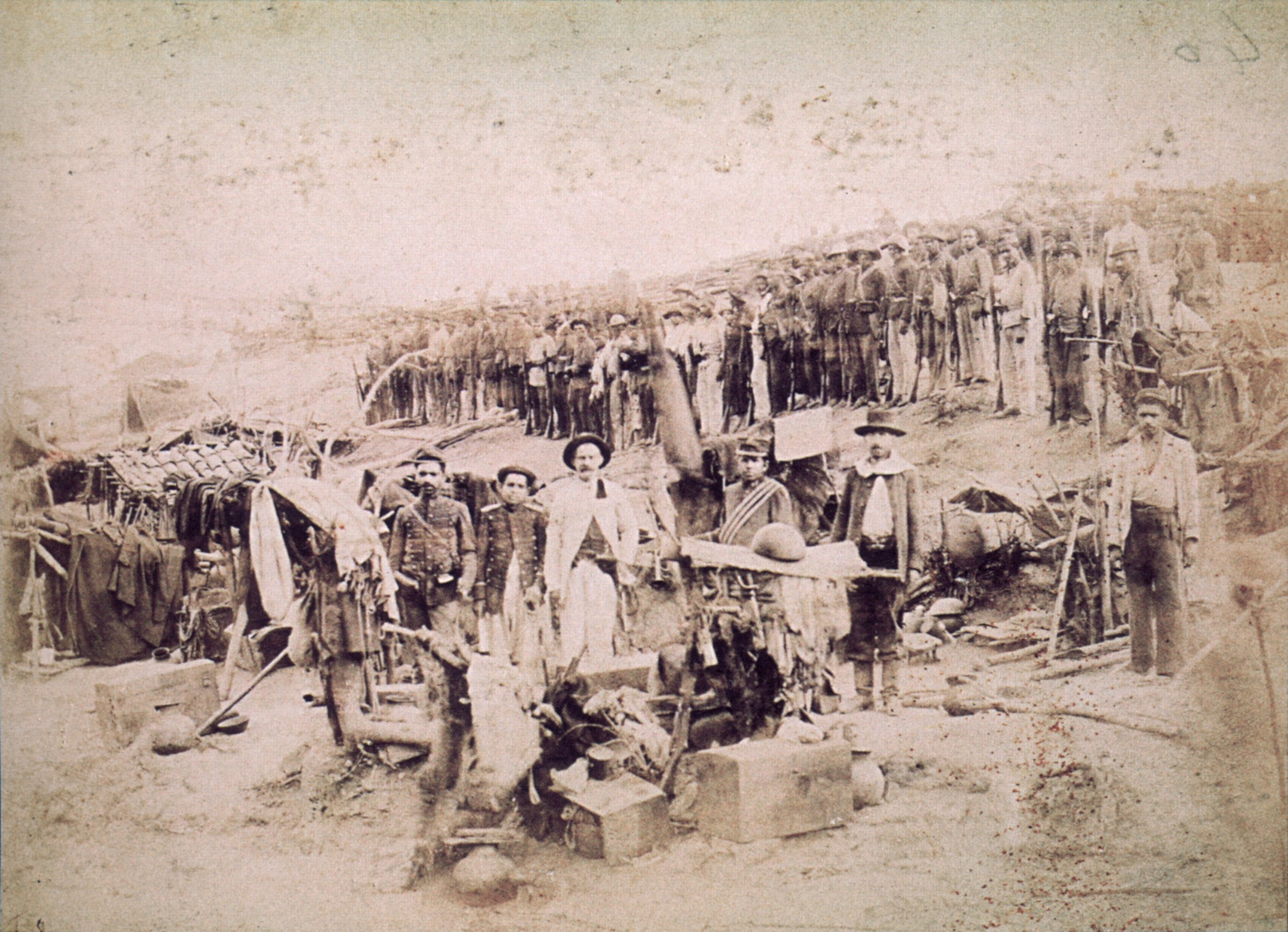
Soldaten des 40. Infanteriebataillons

Der Krieg von Canudos war eine militärische Auseinandersetzung in Brasilien während der Jahre 1896 und 1897. Dabei standen sich die Bewohner des Ortes Canudos im Bundesstaat Bahia unter der Führung des Predigers Antônio Conselheiro und Truppen der brasilianischen Regierung gegenüber. Nach drei erfolglosen Feldzügen war eine vierte Streitmacht schließlich siegreich und eroberte Canudos. Die Stadt wurde zerstört, fast alle Bewohner wurden getötet.

## Vorgeschichte
Canudos liegt in der kargen Landschaft des Sertão, die Ende des 19. Jahrhunderts von großer Armut geprägt war. Seit den 1870er Jahren zog Antônio Conselheiro als Wanderprediger durch Bahia, kümmerte sich um die dortigen Kirchen und Friedhöfe und scharte eine wachsende Zahl von Anhängern um sich. Diese kamen aus den verschiedensten Bevölkerungsschichten und Ethnien. Sowohl Händler als auch verarmte Bauern, geläuterte Kriminelle, ehemalige Sklaven und Mestizen waren unter ihnen. 1893 ließ sich die Gemeinschaft in der Fazenda Canudos nieder und nannte die Siedlung „Belo Monte“ (portugiesisch Schöner Berg). Durch den ständigen Zustrom neuer Anhänger wuchs die Siedlung zu einer Stadt von 20.000 bis 30.000 Menschen an. Conselheiro hatte bei den Menschen in Canudos einen messianischen Status und sie führten ein einfaches und vom Glauben bestimmtes Leben. Ein wesentlicher gemeinsamer Nenner der Bewohner war die Ablehnung vieler Maßnahmen der erst 1889 gegründeten brasilianischen Republik. Die Zivilehe, neue Steuergesetze, die Schulpflicht und eine groß angelegte Volkszählung wurden als unchristlich und unterdrückend angesehen. Von der brasilianischen Regierung wurde die Sekte deshalb als monarchistische Bedrohung angesehen, und man bereitete ihre gewaltsame Auflösung vor.

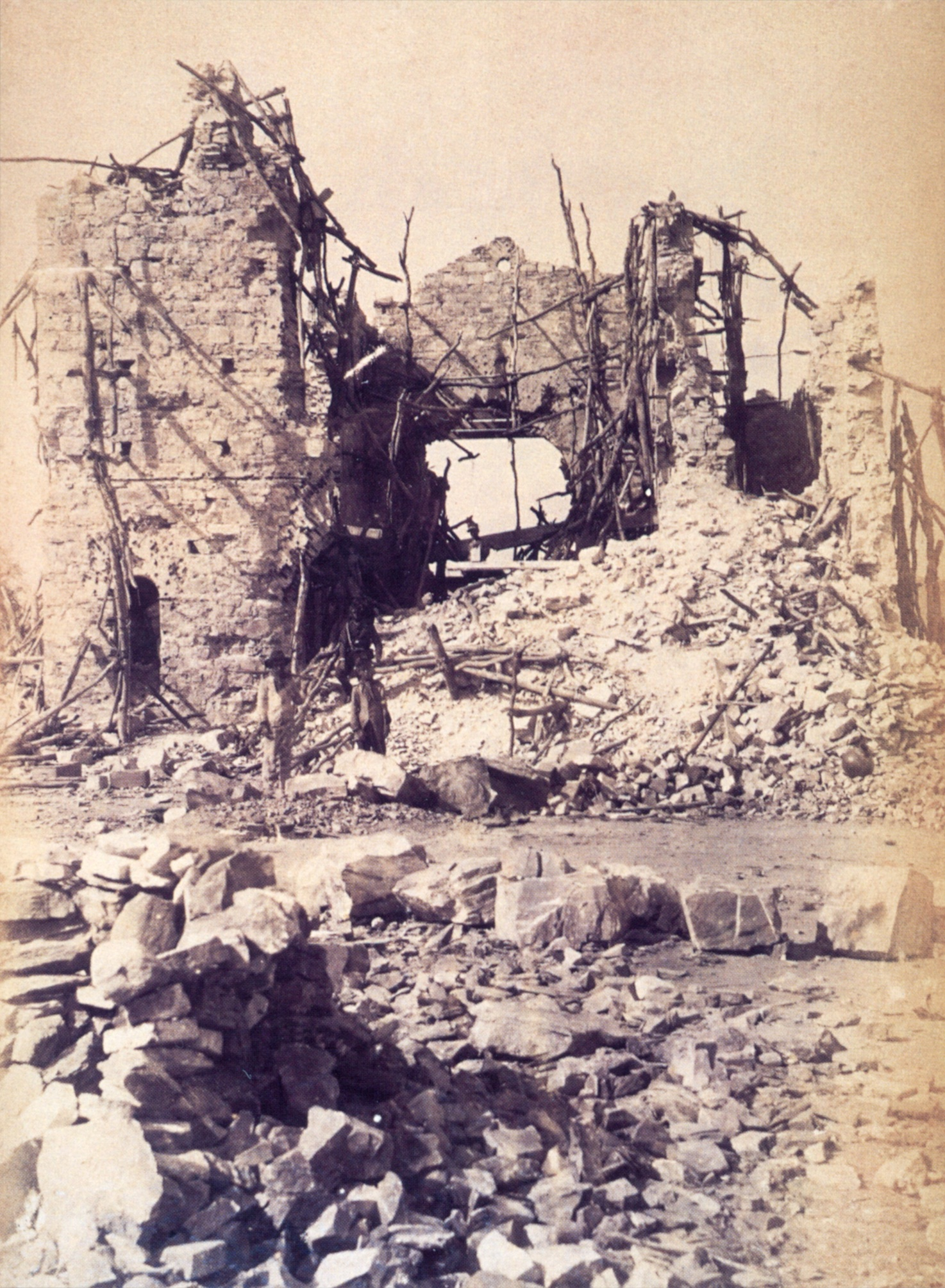
Die Ruine der Kirche von Canudos

## Niederlagen der Regierungstruppen
Der erste Angriff erfolgte im November 1896 unter Pires Ferreira. Ihm standen nur einige Dutzend Männer zur Verfügung. Sie wurden von den zahlenmäßig weit überlegenen Jagunços (Aufständischen) geschlagen und zum Rückzug gezwungen. Daraufhin begab sich im Januar 1897 eine zweite Expedition unter der Führung von Major Febrônio de Brito mit etwa 600 Soldaten und Artilleriegeschützen nach Canudos, die ebenfalls besiegt wurde. Im März 1897 griff das 7. Infanterieregiment unter dem erfahrenen Offizier Antônio Moreira César mit 1200 Mann an. Trotz weit überlegener Ausrüstung wurde auch diese Einheit besiegt und ihr Kommandeur getötet.

## Vernichtung von Canudos
Die Regierung war von den Niederlagen überrascht und sah in Canudos wahrscheinlich eine ernste Bedrohung. General Arthur Oscar de Andrade wurde mit mehreren tausend Männern losgeschickt, um die Stadt zu vernichten. Es kam zu einer viermonatigen Belagerung, in deren Verlauf sich die Versorgungslage der Bewohner dramatisch verschlechterte. Conselheiro verweigerte eine Kapitulation und starb am 22. September 1897 an Dysenterie. Wenige Tage später wurde Canudos endgültig von den Regierungstruppen erobert, viele der verbliebenen Bewohner wurden massakriert. Insgesamt starben fünfzehn- bis zwanzigtausend Bewohner und etwa fünftausend Soldaten. Die Stadt wurde vollständig zerstört.

## Rezeption
In der Geschichtsforschung werden die Geschehnisse sowohl als Beispiel für fatalen religiösen Fanatismus als auch als früher Versuch des Aufbaus einer kommunistischen Gesellschaft gedeutet. Der Schriftsteller Euclides da Cunha, der die letzten Wochen des Feldzugs selbst miterlebte, berichtet in seinem 1902 erschienenen Buch Os Sertões (Krieg im Sertão) von den Ereignissen in Canudos. In seinem 1981 erschienenen Roman Der Krieg am Ende der Welt bezieht sich der peruanische Literaturnobelpreisträger Mario Vargas Llosa weitgehend auf da Cunhas Schilderung, fügt jedoch einige fiktive Personen hinzu. In den 1990er Jahren wurden zwei Filme über den Krieg von Canudos gedreht.

## Filme
- Die Sieben Sakramente von Canudos (Os Sete Sacramentos de Canudos), Brasilien/Deutschland 1996, Regie Otto Guerra, Pola Ribeiro
- Guerra de Canudos, Brasilien 1997, Regie Sergio Rezende, mit José Wilker in der Rolle Conselheiros sowie Cláudia Abreu, Paulo Betti und Marieta Severo